# Floating charge
Una floating charge è un'espressione con la quale, nell'ambito giuridico anglosassone o di Common law, viene indicato un contratto con il quale si istituisce una garanzia su tutti i beni di una società. 
La particolarità di questo contratto è nella possibilità delle parti di istituire una clausola costitutiva con l'effetto di posticipare gli effetti contrattuali. Si ha perciò perfezionamento del contratto anche quando la compagnia dichiara lo stato d'insolvenza e si avvia verso un fallimento. Qualora avvenga uno dei due casi (verificarsi della condizione costitutiva o stato d'insolvenza) si assiste alla cristallizzazione della garanzia, con la possibilità di rivalsa da parte dei creditori.
| Controllo di autorità | LCCN (EN) sh85049140 · J9U (EN, HE) 987007536031005171 |